# Tay River (Pelly River)
Der Tay River ist ein rechter Nebenfluss des Pelly River im Territorium Yukon in Kanada.
Der etwa 160 km lange Fluss hat seinen Ursprung in dem 1082 m hoch gelegenen und 9 km² großen Tay Lake. Er strömt anfangs in überwiegend westnordwestlicher Richtung. Auf den letzten 50 Kilometern wendet sich der Tay River nach Westsüdwest. Schließlich mündet er 60 km nordwestnördlich von Faro in den Pelly River. Der Tay River begrenzt die Anvil Range, einen kleineren Bergzug, nach Norden hin. Der mittlere Abfluss 8 Kilometer oberhalb der Mündung beträgt 27 m³/s. 
Der Flussname leitet sich von dem in Schottland gelegenen Fluss River Tay ab.